# Il comico (sai che risate)
Il comico (sai che risate) è un brano musicale scritto ed interpretato dal cantautore italiano Cesare Cremonini. Il brano è stato pubblicato come singolo il 20 aprile 2012, in anticipo di un mese rispetto all'album La teoria dei colori, dal quale il singolo è estratto. È stato frequentemente trasmesso in radio, raggiungendo la posizione numero 1 dell'airplay.
Il 28 agosto 2012 ottiene la certificazione FIMI disco di platino per le oltre 30 000 copie vendute.

## Il brano
Cesare Cremonini ha commentato l'imminente uscita del singolo sul proprio profilo Facebook scrivendo:

## Video musicale
Il 22 aprile 2012 è stato postato sul canale YouTube di Cremonini un video musicale intitolato Il comico (sai che risate) Pre-Video realizzato da Cremonini con alcuni amici; il video è costato circa 100 €. Si tratta di un video "non ufficiale" in cui il cantante è ripreso mentre muove alcune marionette di peluche.
Il video ufficiale è stato pubblicato sul canale Vevo di Cremonini il 23 maggio 2012.

## Tracce
Testi e musiche di Alessandro Magnanini e Cesare Cremonini.
1. Il comico (sai che risate) – 4:17

## Classifiche

### Classifiche settimanali
| Classifica (2012) | Posizione massima |
| ----------------- | ----------------- |
| Italia            | 13                |
| Italia (airplay)  | 1                 |

### Classifiche di fine anno
| Classifica (2012) | Posizione massima |
| ----------------- | ----------------- |
| Italia            | 38                |